# 1511 en philosophie
Chronologie de la philosophie
- 1507
- 1508
- 1509
- 1510
- 1511
- 1512
- 1513
- 1514
- 1515

L’année 1511 a été marquée, en philosophie, par les événements suivants :

## Naissances
- Azaria (Benaiuto) di Rossi, dit Azarya min HaAdoumim (hébreu : עזריה מן האדומים « Azaria des Rouges, » c'est-à-dire d'Italie[1]), est un rabbin et médecin italien du XVIe siècle (né vers 1511 et mort vers 1578[2]), considéré comme l'un des plus éminents intellectuels du judaïsme italien.